# Gunna (rapero)
Sergio Giavanni Kitchens (College Park, Georgia; 14 de junio de 1993), conocido por su nombre artístico Gunna, es un rapero estadounidense.
Su primer álbum de estudio, Drip or Drown 2 fue publicado en 2019, y su segundo, Wunna, fue publicado en 2020, debutando en el top Billboard 200. Su tercer álbum DS4Ever fue publicado en 2022, convirtiéndose en su segundo álbum consecutivo en el número uno.El 15 de junio de 2023 lanza su cuarto álbum de estudio: a Gift & a Curse, que debuta número 3 en el top Billboard 200. El 10 de mayo de 2024 sale su quinto álbum de estudio titulado One of Wun, que debuta número 2 en el Billboard 200 de Estados Unidos, vendiendo más de 91.000 copias en su primera semana.

## Primeros años
Sergio Giavanni Kitchens nació el 14 de junio de 1993 en College Park un barrio de Georgia. Vivió junto a su madre y sus cuatro hermanos mayores. Comenzó a hacer música a los 15 años.
Creció escuchando a los raperos Cam'ron, Chingy y Outkast, entre los más destacados.
Kitchens asistió a las escuelas North Springs Charter School of Arts and Sciences y Langston Hughes High School. En 2013, publicó su mixtape Hard Body bajo el seudónimo, Yung Gunna.

## Discografía

### Álbumes de estudio
| Título          | Detalles del álbum                                                                                               | Posiciones en lista | Posiciones en lista | Posiciones en lista | Posiciones en lista | Posiciones en lista | Posiciones en lista | Posiciones en lista | Posiciones en lista | Posiciones en lista | Posiciones en lista | Certificaciones |
| Título          | Detalles del álbum                                                                                               | US                  | US R&B/HH           | US Rap              | BEL (FL)            | CAN                 | FRA                 | IRE                 | NLD                 | NZ                  | UK                  | Certificaciones |
| --------------- | --- | ------------------- | ------------------- | ------------------- | ------------------- | ------------------- | ------------------- | ------------------- | ------------------- | ------------------- | ------------------- | --------------- |
| Drip or Drown 2 | - Publicación: 22 de febrero de 2019 - Discografía: YSL, 300 - Formato: LP, descarga digital, streaming          | 3                   | 1                   | 1                   | 45                  | 5                   | 79                  | 63                  | 19                  | 35                  | 24                  | - RIAA: Oro     |
| Wunna           | - Publicación: 22 de mayo de 2020 - Discografía: YSL, 300 - Formato: CD, LP, casete, descarga digital, streaming | 1                   | 1                   | 1                   | 18                  | 1                   | 14                  | 14                  | 8                   | 7                   | 5                   | - RIAA: Platino |
| DS4Ever         | - Publicación: 7 de enero de 2022 - Discografía: YSL, 300 - Formato: descarga digital, streaming                 | 1                   | 1                   | 1                   | 9                   | 2                   | 22                  | 6                   | 5                   | 11                  | 4                   |                 |

### Álbumes recopilatorios
| Título                                          | Detalles del álbum | Posición en lista | Posición en lista |
| Título                                          | Detalles del álbum | US                | CAN               |
| ----------------------------------------------- | --- | ----------------- | ----------------- |
| Slime Language 2 (con YSL Records y Young Thug) | - Publicación: 16 de abril de 2021 - Discografía: YSL, 300, Atlantic - Formato: CD, LP, casete, descarga digital, streaming | 1                 | 2                 |

### Mixtapes

#### Yung Gunna
| Título    | Detalles del mixtape                                                                            |
| --------- | ----------------------------------------------------------------------------------------------- |
| Hard Body | - Publicación: 16 de junio de 2013 - Discografía: SPC Entertainment - Formato: Descarga digital |

### EPs
| Título        | Detalles del EP                                                                            |
| ------------- | ------------------------------------------------------------------------------------------ |
| Drip or Drown | - Publicación: 30 de noviembre de 2017 - Discografía: YSL, 300 - Formato: Descarga digital |

## Filantropía
En febrero de 2022, Gunna se asoció con la empresa de gestión sostenible de residuos de alimentos y lucha contra el hambre Goodr para abrir una tienda de comestibles gratuita en la Escuela Secundaria Ronald E. McNair, a la que asistió cuando era adolescente.